# FC Twente in het seizoen 2021/22 (vrouwen)
Het seizoen 2021/2022 is het 15e jaar in het bestaan van de Enschedese vrouwenvoetbalclub FC Twente. De club komt uit in de Eredivisie en neemt ook deel aan het toernooi om de KNVB beker. Door het behalen van het landskampioenschap in het vorige voetbalseizoen is het team gekwalificeerd voor de Champions League.

## Selectie en technische staf

### Selectie
| Nr.             | Nat.               | Naam                   | Competitie  | Competitie  | Beker       | Beker       | Eredivisie Cup | Eredivisie Cup | Totaal      | Totaal      | Seizoen bij FC Twente | Vorige club              |             |             |             |
| Nr.             | Nat.               | Naam                   | W           | Goal        | W           | Goal        | W              | Goal           | W           | Goal        | Seizoen bij FC Twente | Vorige club              |             |             |             |
| Doelvrouwen     | Doelvrouwen        | Doelvrouwen            | Doelvrouwen | Doelvrouwen | Doelvrouwen | Doelvrouwen | Doelvrouwen    | Doelvrouwen    | Doelvrouwen | Doelvrouwen | Doelvrouwen           | Doelvrouwen              | Doelvrouwen | Doelvrouwen | Doelvrouwen |
| --------------- | ------------------ | ---------------------- | ----------- | ----------- | ----------- | ----------- | -------------- | -------------- | ----------- | ----------- | --------------------- | ------------------------ | ----------- | ----------- | ----------- |
| 1               | Vlag van Nederland | Daphne van Domselaar   | 21          | 0           | 2           | 0           | 1              | 0              | 24          | 0           | 5e                    | VV Alkmaar               |             |             |             |
| 16              | Vlag van Nederland | Lois Niënhuis          | 3           | 0           | 0           | 0           | 2              | 0              | 5           | 0           | 5e                    | Jeugd                    |             |             |             |
| 22              | Vlag van Nederland | Inge Tijink            | 0           | 0           | 0           | 0           | 0              | 0              | 0           | 0           | 1e                    | Jeugd                    |             |             |             |
| 31              | Vlag van Nederland | Fabienne Rouw          | 0           | 0           | 0           | 0           | 0              | 0              | 0           | 0           | 1e                    | Jeugd                    |             |             |             |
| Verdedigsters   |                    |                        |             |             |             |             |                |                |             |             |                       |                          |             |             |             |
| 2               | Vlag van Nederland | Kika van Es            | 17          | 0           | 2           | 0           | 2              | 0              | 21          | 0           | 3e                    | Everton LFC              |             |             |             |
| 3               | Vlag van Nederland | Danique Ypema          | 15          | 1           | 1           | 0           | 2              | 0              | 18          | 1           | 3e                    | sc Heerenveen            |             |             |             |
| 4               | Vlag van Nederland | Caitlin Dijkstra       | 22          | 3           | 2           | 0           | 1              | 0              | 25          | 3           | 1e                    | Ajax                     |             |             |             |
| 5               | Vlag van Nederland | Marisa Olislagers      | 23          | 4           | 2           | 0           | 2              | 0              | 27          | 4           | 2e                    | ADO Den Haag             |             |             |             |
| 12              | Vlag van Nederland | Kim Everaerts          | 16          | 1           | 2           | 0           | 3              | 0              | 21          | 1           | 1e                    | Borussia Mönchengladbach |             |             |             |
| 18              | Vlag van Nederland | Kerstin Casparij       | 20          | 1           | 1           | 0           | 3              | 0              | 24          | 1           | 2e                    | sc Heerenveen            |             |             |             |
| 23              | Vlag van Nederland | Lysanne van der Wal    | 11          | 0           | 0           | 0           | 3              | 0              | 14          | 0           | 4e                    | BV Cloppenburg           |             |             |             |
| 25              | Vlag van Nederland | Sophie te Brake        | 1           | 0           | 0           | 0           | 0              | 0              | 1           | 0           | 1e                    | Jeugd                    |             |             |             |
| Middenveldsters |                    |                        |             |             |             |             |                |                |             |             |                       |                          |             |             |             |
| 6               | Vlag van Nederland | Ella Peddemors         | 17          | 2           | 2           | 1           | 2              | 0              | 21          | 3           | 4e                    | Jeugd                    |             |             |             |
| 8               | Vlag van Nederland | Suzanne Giesen         | 14          | 1           | 1           | 0           | 3              | 0              | 18          | 2           | 4e                    | Wellington United        |             |             |             |
| 10              | Vlag van België    | Jarne Teulings         | 10          | 1           | 0           | 0           | 0              | 0              | 10          | 1           | 1e                    | RSC Anderlecht           |             |             |             |
| 14              | Vlag van Nederland | Kayleigh van Dooren    | 23          | 13          | 2           | 1           | 2              | 0              | 27          | 14          | 1e                    | PSV                      |             |             |             |
| 15              | Vlag van Nederland | Nurija van Schoonhoven | 14          | 0           | 1           | 0           | 3              | 1              | 18          | 1           | 1e                    | PSV                      |             |             |             |
| 20              | Vlag van Nederland | Wieke Kaptein          | 19          | 0           | 2           | 0           | 2              | 0              | 23          | 0           | 1e                    | Jeugd                    |             |             |             |
| Aanvalsters     |                    |                        |             |             |             |             |                |                |             |             |                       |                          |             |             |             |
| 7               | Vlag van Duitsland | Anna-Lena Stolze       | 21          | 7           | 2           | 2           | 3              | 4              | 26          | 13          | 3e                    | VfL Wolfsburg            |             |             |             |
| 9               | Vlag van Nederland | Fenna Kalma            | 23          | 33          | 2           | 3           | 3              | 3              | 28          | 39          | 3e                    | sc Heerenveen            |             |             |             |
| 11              | Vlag van Nederland | Renate Jansen          | 22          | 17          | 2           | 0           | 3              | 3              | 27          | 20          | 7e                    | ADO Den Haag             |             |             |             |
| 13              | Vlag van België    | Elena Dhont            | 6           | 1           | 0           | 0           | 3              | 0              | 9           | 1           | 2e                    | KAA Gent                 |             |             |             |
| 17              | Vlag van Nederland | Lotje de Keijzer       | 5           | 1           | 0           | 0           | 2              | 1              | 7           | 2           | 1e                    | PEC Zwolle               |             |             |             |
| 19              | Vlag van Nederland | Sterre Kroezen         | 3           | 0           | 0           | 0           | 1              | 0              | 4           | 0           | 1e                    | Jeugd                    |             |             |             |
| 23              | Vlag van Nederland | Bente Jansen           | 11          | 3           | 1           | 0           | 0              | 0              | 12          | 3           | 6e                    | Jeugd                    |             |             |             |
| 30              | Vlag van Nederland | Fieke Kroese           | 1           | 0           | 0           | 0           | 1              | 0              | 2           | 0           | 2e                    | Jeugd                    |             |             |             |
| Nr.             | Nat.               | Naam                   | W           | Goal        | W           | Goal        | W              | Goal           | W           | Goal        | Seizoen bij FC Twente | Vorige club              |             |             |             |
| Nr.             | Nat.               | Naam                   | Competitie  | Competitie  | Beker       | Beker       | Eredivisie Cup | Eredivisie Cup | Totaal      | Totaal      | Seizoen bij FC Twente | Vorige club              |             |             |             |

### Legenda
| # | Reden                                          |
| - | ---------------------------------------------- |
|   | Heeft de club in het lopende seizoen verlaten. |

### Technische staf
| Naam           | Functie           |
| -------------- | ----------------- |
| Robert de Pauw | Hoofdtrainer      |
| Carin Bakhuis  | Assistent-trainer |

## Transfers

### Zomer

#### Aangetrokken 2022/23
| Nat.               | Naam                   | Van                      | Bijzonderheden |
| ------------------ | ---------------------- | ------------------------ | -------------- |
| Vlag van Nederland | Caitlin Dijkstra       | AFC Ajax                 |                |
| Vlag van Nederland | Kayleigh van Dooren    | PSV                      |                |
| Vlag van Nederland | Kim Everaerts          | Borussia Mönchengladbach |                |
| Vlag van Nederland | Lotje de Keijzer       | PEC Zwolle               |                |
| Vlag van Nederland | Nurija van Schoonhoven | PSV                      |                |
| Vlag van België    | Jarne Teulings         | RSC Anderlecht           |                |

#### Vertrokken 2023/24
| Nat.               | Naam             | Naar                  | Bijzonderheden |
| ------------------ | ---------------- | --------------------- | -------------- |
| Vlag van Nederland | Sisca Folkertsma | Girondins de Bordeaux |                |
| Vlag van Nederland | Lynn Wilms       | VfL Wolfsburg         |                |

### Winter

#### Aangetrokken 2023/24
| Nat. | Naam | Van | Bijzonderheden |
| ---- | ---- | --- | -------------- |
|      |      |     |                |

#### Vertrokken 2023/24
| Nat.            | Naam           | Van            | Bijzonderheden |
| --------------- | -------------- | -------------- | -------------- |
| Vlag van België | Jarne Teulings | RSC Anderlecht |                |

## Wedstrijdstatistieken

### Eredivisie
|                       | ADO Den Haag | Ajax      | Alkmaar   | Excelsior | Feyenoord | sc Heerenveen | PEC Zwolle | PSV       |
| --------------------- | ------------ | --------- | --------- | --------- | --------- | ------------- | ---------- | --------- |
| Thuis                 | 4 – 4        | 3 – 2     | 8 – 0     | 7 – 1     | 2 – 1     | 8 – 0         | 1 – 4      | 3 – 1     |
| Uit                   | 4 – 4        | 0 – 1     | 1 – 5     | 1 – 9     | 0 – 0     | 0 – 2         | 1 – 4      | 2 – 1     |
| Derde competitieronde | 1 – 3 (U)    | 2 – 3 (U) | 7 – 0 (T) | 0 – 5 (U) | 6 – 0 (T) | 3 – 0 (T)     | 1 – 3 (U)  | 3 – 0 (T) |

| Speelronde 1                                                                          | FC Twente | 8 – 0 (4 – 0) | VV Alkmaar | Opstelling FC Twente |  |
| 27 augustus 2021 Aanvangstijd: 19.30 uur Plaats: Enschede Het Diekman                 | Kayleigh van Dooren 5' Bente Jansen 12' Fenna Kalma 39', 88' Anna-Lena Stolze 45' Renate Jansen 51', 59' Jarne Teulings 63' |               | | Van Domselaar, Olislagers, Dijkstra, Ypema, Casparij ( 61' Van der Wal), Van Dooren ( 79' De Keijzer), R. Jansen, Giesen ( 61' Van Schoonhoven), Stolze ( 46' Teulings), B. Jansen ( 61' Kroezen), Kalma |  |
| Speelronde 2                                                                          | Ajax | 0 – 1 (0 – 0) | FC Twente | Opstelling FC Twente |  |
| 5 september 2021 Aanvangstijd: 12.15 uur Plaats: Amsterdam De Toekomst                | |               | 78' Kayleigh van Dooren | Van Domselaar, Van der Wal, Dijkstra, Ypema, Everaerts ( 69' Kaptein), Giesen ( 84' Olislagers), Van Dooren, Casparij, R. Jansen, Kalma, Teulings ( 61' B. Jansen)                                       |  |
| Speelronde 3                                                                          | FC Twente | 1 – 4 (1 – 0) | PEC Zwolle | Opstelling FC Twente |  |
| 12 september 2021 Aanvangstijd: 16.45 uur Plaats: Enschede Het Diekman                | Fenna Kalma 16' |               | 65' Jill Diekman 69' Amy Banarsie 79' Evi Maatman 90' Marit Auée                                                                           | Niënhuis, Olislagers, Ypema ( 80' Kaptein), Van Es, Everaerts ( 64' Van der Wal), Giesen ( 73' Van Dooren), Teulings ( 46' Stolze), Casparij ( 73' Van Schoonhoven), R. Jansen, Kalma, B. Jansen         |  |
| Speelronde 4                                                                          | PSV | 2 – 1 (2 – 1) | FC Twente | Opstelling FC Twente |  |
| 26 september 2021 Aanvangstijd: 12.15 uur Plaats: Eindhoven De Herdgang               | Desiree van Lunteren 23' (pen.) Anika Rodriguez 30'                                                                         |               | 7' Fenna Kalma | Niënhuis, Olislagers, Dijkstra, Ypema ( 66' Kaptein), Van Es, Van der Wal ( 56' B. Jansen), Giesen, Teulings ( 66' Stolze), Casparij, Van Dooren, Kalma                                                  |  |
| Speelronde 5                                                                          | FC Twente | 7 – 1 (3 – 0) | Excelsior | Opstelling FC Twente |  |
| 1 oktober 2021 Aanvangstijd: 19.30 uur Plaats: Enschede Het Diekman                   | Fenna Kalma 3', 34', 50', 78' Anna-Lena Stolze 43' Bente Jansen 70', 71'                                                    |               | 74' (pen.) Sabrine Ellouzi | Van Domselaar, Olislagers, Van Es, Dijkstra ( 79' Ypema) ( 87' te Brake), Van der Wal, Casparij, Stolze ( 62' R. Jansen), Giesen, Van Dooren ( 79' Everaerts), B. Jansen, Kalma                          |  |
| Speelronde 6                                                                          | Vrij | Vrij          | Vrij | Vrij |  |
| Speelronde 7                                                                          | ADO Den Haag | 4 – 4 (2 – 2) | FC Twente | Opstelling FC Twente |  |
| 17 oktober 2021 Aanvangstijd: 12.15 uur Plaats: Den Haag Cars Jeans Stadion           | Jaimy Ravensbergen 43', 41', 78' Kirsten van de Westeringh 62'                                                              |               | 8' Fenna Kalma 18' Kayleigh van Dooren 57' Marisa Olislagers 84' Renate Jansen                                                             | Van Domselaar, Olislagers, Van Es, Dijkstra, Casparij, van Dooren ( 18' B. Jansen), Kaptein, Giesen, R. Jansen ( 85' Teulings), Kalma, Stolze ( 75' Everaerts)                                           |  |
| Speelronde 8                                                                          | FC Twente | 8 – 0 (4 – 0) | sc Heerenveen | Opstelling FC Twente |  |
| 29 oktober 2021 Aanvangstijd: 19.30 uur Plaats: Enschede Het Diekman                  | Renate Jansen Fenna Kalma 31', 38', 69', 77' Danique Ypema 80'                                                              |               | | Van Domselaar, Everaerts, Dijkstra, ( 72' Ypema), van Es, Casparij, van Dooren ( 72' B. Jansen), Olislagers, Kaptein ( 76' Peddemors), R. Jansen, Kalma, Stolze                                          |  |
| Speelronde 9                                                                          | Feyenoord | 0 – 0 (0 – 0) | FC Twente | Opstelling FC Twente |  |
| 5 november 2021 Aanvangstijd: 19.30 uur Plaats: Rotterdam Varkenoord                  | |               | | Van Domselaar, Olislagers, Van Es, Dijkstra, Kim Everaerts ( 64' Peddemors), Van Dooren, Kaptein ( 64' Giesen), Casparij, R. Jansen, Kalma, B. Jansen ( 72' Teulings)                                    |  |
| Speelronde 10                                                                         | FC Twente | 3 – 2 (1 – 0) | Ajax | Opstelling FC Twente |  |
| 14 november 2021 Aanvangstijd: 12.15 uur Plaats: Enschede De Grolsch Veste            | Renate Jansen 13' Fenna Kalma 52' Kerstin Casparij 90+3'                                                                    |               | 72', 84' (pen.) Romée Leuchter | Van Domselaar, Casparij, Dijkstra, van Es, Olislagers, van Dooren, Giesen ( 73' van der Wal), Kaptein ( 90' Peddemors), B. Jansen ( 62' Stolze), Kalma, R. Jansen ( 90' Teulings)                        |  |
| Speelronde 11                                                                         | VV Alkmaar | 1 – 5 (0 – 3) | FC Twente | Opstelling FC Twente |  |
| 19 november 2021 Aanvangstijd: 19.30 uur Plaats: Alkmaar Robonsbosweg                 | Emmeke Henschen 83' |               | 1' Fenna Kalma 11', 46' Kayleigh van Dooren 26' Suzanne Giesen 90' Renate Jansen                                                           | Van Domselaar, Olislagers, van Es ( 62' Ypema), Dijkstra, Van der Wal, Stolze ( 62' Teulings), Giesen ( 46' Peddemors), Van Dooren ( 90+1' Kroezen), R. Jansen, Kalma, B. Jansen ( 77' De Keijzer)       |  |
| Speelronde 12                                                                         | FC Twente | 4 – 4 (2 – 2) | ADO Den Haag | Opstelling FC Twente |  |
| 5 december 2021 Aanvangstijd: 12.15 uur Plaats: Enschede Het Diekman                  | Fenna Kalma 10', 61' Ella Peddemors 35' Kayleigh van Dooren 58'                                                             |               | 15' Jolina Amani 26', 89' Liz Rijsbergen 73' Kayra Nelemans                                                                                | Van Domselaar, Olislagers, van Es ( 62' Giesen), Dijkstra, Peddemors ( 73' Van Schoonhoven) Casparij, Kaptein, Van Dooren, Stolze ( 73' Teulings), Kalma, R. Jansen                                      |  |
| Speelronde 13                                                                         | Vrij | Vrij          | Vrij | Vrij |  |
| Speelronde 14                                                                         | Excelsior | 1 – 9 (1 – 2) | FC Twente | Opstelling FC Twente |  |
| 19 december 2022 Aanvangstijd: 12.15 uur Plaats: Rotterdam Van Donge & De Roo Stadion | Sabrine Ellouzi 2' |               | 4', 64' Anna-Lena Stolze 21' Marisa Olislagers 49' Kayleigh van Dooren 49', 72', 85' Fenna Kalma 75' Caitlin Dijkstra 87' Lotje de Keijzer | Van Domselaar, Olislagers, Dijkstra, Ypema, Casparij ( 69' Everaerts), Van Dooren ( 69' Teulings), R. Jansen ( 78' De Keijzer), Giesen, Peddemors ( 76' Van Schoonhoven), Kalma, Stolze                  |  |
| Speelronde 15                                                                         | PEC Zwolle | 1 – 4 (1 – 2) | FC Twente | Opstelling FC Twente |  |
| 16 januari 2022 Aanvangstijd: 12.15 uur Plaats: Zwolle MAC³PARK stadion               | Evi Maatman 4' |               | 3' Suzanne Giesen 5' Renate Jansen 50' (e.d.) Moon Pondes 71' (e.d.) Moïsa van Koot                                                        | Van Domselaar, Olislagers, Giesen, van Schoonhoven, Casparij, Van Dooren, Kaptein, Peddemors, R. Jansen, Kalma, Stolze                                                                                   |  |
| Speelronde 16                                                                         | FC Twente | 3 – 1 (1 – 0) | PSV | Opstelling FC Twente |  |
| 23 januari 2022 Aanvangstijd: 12.15 uur Plaats: Enschede Het Diekman                  | Fenna Kalma 43', 73' Anna-Lena Stolze 69'                                                                                   |               | 68' (pen.) Desiree van Lunteren | Van Domselaar, Olislagers, Giesen, Dijkstra, Everaerts, Van Dooren, Kaptein, Peddemors, R. Jansen, Kalma, Stolze                                                                                         |  |
| Speelronde 17                                                                         | FC Twente | 2 – 1 (1 – 0) | Feyenoord | Opstelling FC Twente |  |
| 4 februari 2022 Aanvangstijd: 19.30 uur Plaats: Enschede Het Diekman                  | Fenna Kalma 31' Renate Jansen 68'                                                                                           |               | 90+2' Pia Rijsdijk | Van Domselaar, Olislagers, Giesen, Dijkstra, Casparij ( 77' Everaerts), Van Dooren ( 86' Van Schoonhoven), Kaptein ( 77' Van Es), Peddemors, R. Jansen, Kalma, Stolze ( 81' B. Jansen)                   |  |
| Speelronde 18                                                                         | sc Heerenveen | 0 – 2 (0 – 1) | FC Twente | Opstelling FC Twente |  |
| 27 februari 2022 Aanvangstijd: 12.15 uur Plaats: Heerenveen Skoatterwâld              | |               | 37', 68' Fenna Kalma | Van Domselaar, Olislagers, van Es ( 78' Ypema), Dijkstra, Casparij ( 63' Everaerts), Kaptein ( 78' Van Schoonhoven), Ella Peddemors, Peddemors, R. Jansen, van Dooren, Stolze ( 87' de Keijzer), Kalma   |  |
| Speelronde 19                                                                         | PEC Zwolle | 1 – 3 (1 – 0) | FC Twente | Opstelling FC Twente |  |
| 6 maart 2022 Aanvangstijd: 12.15 uur Plaats: Zwolle MAC³PARK stadion                  | Jeva Walk 44' |               | 75' Fenna Kalma 80' Marisa Olislagers 90+8' Anna-Lena Stolze                                                                               | Van Domselaar, Olislagers, Ypema ( 60' van Es), Dijkstra, Casparij, Peddemors, van Schoonhoven ( 60' Kaptein), van Dooren ( 87' de Keijzer), R. Jansen ( 83' Everaerts), Kalma, Stolze                   |  |
| Speelronde 20                                                                         | FC Twente | 6 – 0 (2 – 0) | Feyenoord | Opstelling FC Twente |  |
| 13 maart 2022 Aanvangstijd: 12.15 uur Plaats: Enschede Het Diekman                    | Kayleigh van Dooren 6', 61' Renate Jansen 19' Fenna Kalma 49', 90', 90+3'                                                   |               | | Van Domselaar, Olislagers, van Es ( 67' Ypema), Dijkstra, Casparij, Peddemors, van Dooren ( 85' B. Jansen), Kaptein ( 67' van Schoonhoven), R. Jansen, Kalma, Stolze ( 67' Everaerts)                    |  |
| Speelronde 21                                                                         | Vrij | Vrij          | Vrij | Vrij |  |
| Speelronde 22                                                                         | Excelsior | 0 – 5 (0 – 4) | FC Twente | Opstelling FC Twente |  |
| 1 april 2022 Aanvangstijd: 19.30 uur Plaats: Rotterdam Van Donge & De Roo Stadion     | |               | 2' (e.d.) Rachel Kleine 7' Fenna Kalma 19' (e.d.) Beau Rijks 24' Kayleigh van Dooren 85' Renate Jansen                                     | Niënhuis, Olislagers, Dijkstra, Ypema, Casparij ( 58' Everaerts), Peddemors ( 77' Kroezen), van Dooren ( 58' Dhont), Kaptein ( 58' van Schoonhoven), R. Jansen, Kalma, Stolze ( 77' Kroese)              |  |
| Speelronde 23                                                                         | FC Twente | 3 – 0 (1 – 0) | sc Heerenveen | Opstelling FC Twente |  |
| 22 april 2022 Aanvangstijd: 19.30 uur Plaats: Enschede Het Diekman                    | Renate Jansen 11' Kayleigh van Dooren 55' Ella Peddemors 65'                                                                |               | | van Domselaar, Olislagers, Dijkstra, Ypema ( 62' Van Es), Casparij, Peddemors, van Dooren ( 73' Dhont), Kaptein ( 74' van Schoonhoven), R. Jansen, Kalma, Stolze                                         |  |
| Speelronde 24                                                                         | FC Twente | 7 – 0 (3 – 0) | VV Alkmaar | Opstelling FC Twente |  |
| 29 april 2022 Aanvangstijd: 19.30 uur Plaats: Enschede Het Diekman                    | Kayleigh van Dooren 14' Nicolle Martens 22' (e.d.) Renate Jansen 45' Fenna Kalma 51', 70' Caitlin Dijkstra 75', 83'         |               | | van Domselaar, Olislagers ( 76' van der Wal), van Es ( 62' Ypema), Dijkstra, Casparij ( 76' Everaerts), Peddemors, van Dooren, Kaptein ( 62' van Schoonhoven), R. Jansen, Kalma, Stolze ( 70' Dhont)     |  |
| Speelronde 25                                                                         | ADO Den Haag | 1 – 3 (0 – 2) | FC Twente | Opstelling FC Twente |  |
| 6 mei 2022 Aanvangstijd: 19.30 uur Plaats: Den Haag Cars Jeans Stadion                | Romy Speelman 50' |               | 10' Kayleigh van Dooren 19' Renate Jansen 87' Marisa Olislagers                                                                            | van Domselaar, Olislagers, van Es, Dijkstra, Casparij ( 76' van der Wal), Peddemors, van Dooren ( 68' Dhont), Kaptein, R. Jansen, Kalma, Stolze ( 67' Everaerts)                                         |  |
| Speelronde 26                                                                         | FC Twente | 3 – 0 (2 – 0) | PSV | Opstelling FC Twente |  |
| 14 mei 2022 Aanvangstijd: 14.00 uur Plaats: Enschede De Grolsch Veste                 | Renate Jansen 30', 44' Fenna Kalma 72'                                                                                      |               | | van Domselaar, Olislagers, van Es ( 60' van der Wal), Dijkstra, Casparij ( 73' Dhont), Peddemors, van Dooren, Kaptein, R. Jansen, Kalma, Stolze ( 73' van Schoonhoven)                                   |  |
| Speelronde 27                                                                         | Ajax | 2 – 3 (2 – 0) | FC Twente | Opstelling FC Twente |  |
| 20 mei 2022 Aanvangstijd: 19.30 uur Plaats: Amsterdam De Toekomst                     | Romée Leuchter 27' Chasity Grant 35'                                                                                        |               | 47' Anna-Lena Stolze 84' Elena Dhont 88' Kim Everaerts                                                                                     | van Domselaar, Olislagers Casparij, van Es, Dijkstra ( 75' van der Wal), Peddemors, van Dooren ( 59' Dhont), Kaptein ( 75' van Schoonhoven), R. Jansen, Kalma, Stolze ( 59' Everaerts)                   |  |

### KNVB beker
| Achtste finale                                                               | ASV Wartburgia         | 0 – 6 (0 – 4) | FC Twente                                                                               | Opstelling FC Twente |
| 29 januari 2022 Aanvangstijd: 13:30 uur Plaats: Amsterdam Sportpark Drieburg |                        |               | 7', 12', 56' Fenna Kalma 14', 67' Anna-Lena Stolze 27' Ella Peddemors                   | Van Domselaar, Olislagers, Van Es ( 46' Giesen), Ypema ( 60' Dijkstra), Everaerts, Van Schoonhoven, Van Dooren, Peddemors ( 45' Kaptein), B. Jansen ( 60' R. Jansen), Kalma, Stolze |
| Kwartfinale                                                                  | FC Twente              | 1 – 5 (1 – 2) | AFC Ajax                                                                                | Opstelling FC Twente |
| 9 maart 2022 Aanvangstijd: 19.30 uur Plaats: Enschede Het Diekman            | Kayleigh van Dooren 7' |               | 16' (e.d.) Kika van Es 40', 84' Chasity Grant 54' Jonna van de Velde 57' Romée Leuchter | Van Domselaar, Olislagers ( 81' Giesen), Van Es, Dijkstra, Casparij, Peddemors, Van Dooren ( 59' Everaerts), Kaptein, R. Jansen, Kalma, Stolze                                      |

### Eredivisie Cup
| Halve finale                                                            | ADO Den Haag                                                           | 1 – 6 (1 – 1) | FC Twente                                                             | Opstelling FC Twente |
| 26 mei 2022 Aanvangstijd: 14.30 uur Plaats: Den Haag Cars Jeans Stadion | Wiëlle Douma 21'                                                       |               | 35', 63' Fenna Kalma 51', 76' Anna-Lena Stolze 69', 72' Renate Jansen | Niënhuis, Olislagers ( 77' De Keijzer), Van Es ( 59' Ypema), Van der Wal ( 59' Casparij), Everaerts, Giesen ( 46' Stolze), Van Schoonhoven, Peddemors, R. Jansen, Kalma, Dhont                        |
| Halve finale                                                            | FC Twente                                                              | 2 – 0 (1 – 0) | ADO Den Haag                                                          | Opstelling FC Twente |
| 29 mei 2022 Aanvangstijd: 14.30 uur Plaats: Enschede Het Diekman        | Fenna Kalma 28' Nurija van Schoonhoven 63' (pen.)                      |               |                                                                       | Niënhuis, Everaerts, Giesen ( 58' Ypema), Van der Wal, Casparij, Van Schoonhoven ( 72' Kroese), Van Dooren, Kaptein ( 72' De Keijzer), Dhont ( 75' Kroezen), Kalma, Stolze ( 46' R. Jansen)           |
| Finale                                                                  | FC Twente                                                              | 4 – 3 (1 – 1) | AFC Ajax                                                              | Opstelling FC Twente |
| 5 juni 2022 Aanvangstijd: 15.00 uur Plaats: Enschede Het Diekman        | Anna-Lena Stolze 27', 55' Regina van Eijk 53' (e.d.) Renate Jansen 70' |               | 18', 67' Romée Leuchter 89' Tiny Hoekstra                             | van Domselaar, Casparij, Van Es, Dijkstra ( 46' Dhont), Olislagers, Peddemors, Van Dooren ( 46' Everaerts), Kaptein ( 77' Van der Wal), R. Jansen ( 77' Van Schoonhoven), Kalma, Stolze ( 86' Giesen) |

### Champions League
| 1e kwalificatieronde (Halve finale)                                        | FC Twente | 9 – 0 (5 – 0)    | FC Tbilisi Nike | Opstelling FC Twente |
| 18 augustus 2021 Aanvangstijd: 19.00 uur Plaats: Enschede Het Diekman      | Anna-Lena Stolze 13' Fenna Kalma 18', 39', 44', 45+1' Caitlin Dijkstra 53' Renate Jansen 67' Lotje de Keijzer 76' Wieke Kaptein 84' | Wedstrijdverslag | 90+3' Lela Tchitchinadze | Van Domselaar, Van Es, Dijkstra, Giesen ( 60' Kaptein), Olislagers, Van Dooren, Casparij ( 71' Kroezen), Teulings ( 60' R. Jansen), Everaerts ( 71' Van der Wal), Kalma, Stolze ( 60' De Keijzer) |
| 1e kwalificatieronde (Finale)                                              | FC Twente | 5 – 3 (0 – 1)    | ŽFK Spartak Subotica | Opstelling FC Twente |
| 21 augustus 2021 Aanvangstijd: 19.00 uur Plaats: Enschede Het Diekman      | Fenna Kalma 80', 86', 108' (pen.) Anna-Lena Stolze 84' Bente Jansen 117'                                                            | Wedstrijdverslag | 21', 68' Sandra Owusu-Ansah 41' Vesna Milivojević 73' Tijana Filipović 77' Milica Kostić 84' Živana Stupar 106' Violeta Slović | Van Domselaar, Van Es, Ypema 46' Everaerts), Dijkstra, Giesen ( 63' Kaptein), Olislagers, Van Dooren ( 63' B. Jansen), Casparij, R. Jansen ( 114' Teulings), Kalma, Stolze ( 114' De Keijzer)     |
| 2e kwalificatieronde                                                       | FC Twente | 1 – 1 (1 – 1)    | Benfica | Opstelling FC Twente |
| 31 augustus 2021 Aanvangstijd: 19.30 uur Plaats: Enschede De Grolsch Veste | Fenna Kalma 41' Kika van Es 50' | Wedstrijdverslag | 18' Beatriz Cameirão 35' Ana Vitória                                                                                           | Van Domselaar, Van Es ( 81' Ypema), Dijkstra, Kaptein, Giesen, Olislagers, Casparij, R. Jansen, Kalma, B. Jansen ( 73' Teulings), Stolze                                                          |
| 2e kwalificatieronde                                                       | Benfica | 4 – 0 (1 – 0)    | FC Twente | Opstelling FC Twente |
| 9 september 2021 Aanvangstijd: 20.00 uur Plaats: Seixal Benfica Campus     | Cloé Lacasse 43', 50', 72' Nycole Raysla 47' Francisca Nazareth 47' Maria Negrão 87'                                                | Wedstrijdverslag | 69' Nurija van Schoonhoven 90+3' Fenna Kalma                                                                                   | Van Domselaar, Van Es, Van der Wal, Dijkstra, Kaptein ( 65' Olislagers), Giesen ( 65' Van Schoonhoven), Van Dooren, Casparij, R. Jansen, Kalma, Stolze ( 46' B. Jansen)                           |

## Statistieken FC Twente 2021/2022

### Eindstand FC Twente in de Nederlandse Eredivisie Vrouwen 2021 / 2022
| Stand | Gespeeld | Gewonnen | Gelijk | Verloren | Punten | Doelpunten voor | Doelpunten tegen | Gele kaarten | Rode kaarten |
| ----- | -------- | -------- | ------ | -------- | ------ | --------------- | ---------------- | ------------ | ------------ |
| 1e    | 24       | 19       | 3      | 2        | 60     | 95              | 26               | 11           | 1            |

### Topscorers
| 1.               | Fenna Kalma                  | 33 |
| 2.               | Renate Jansen                | 17 |
| 3.               | Kayleigh van Dooren          | 13 |
| 4.               | Anna-Lena Stolze             | 7  |
| 5.               | Marisa Olislagers            | 4  |
| 6.               | Caitlin Dijkstra             | 3  |
| 6.               | Bente Jansen                 | 3  |
| 8.               | Suzanne Giesen               | 2  |
| 8.               | Ella Peddemors               | 2  |
| 10.              | Kerstin Casparij             | 1  |
| 10.              | Lotje de Keijzer             | 1  |
| 10.              | Jarne Teulings               | 1  |
| 10.              | Danique Ypema                | 1  |
| 10.              | Elena Dhont                  | 1  |
| 10.              | Kim Everaerts                | 1  |
| Eigen doelpunten |                              |    |
| 1.               | Moon Pondes (PEC Zwolle)     | 1  |
| 1.               | Moïsa van Koot (PEC Zwolle)  | 1  |
| 1.               | Rachel Kleine (Excelsior)    | 1  |
| 1.               | Beau Rijks (Excelsior)       | 1  |
| 1.               | Nicolle Martens (VV Alkmaar) | 1  |
| Totaal           | Totaal                       | 95 |

| #      | Naam                | Goal |
| ------ | ------------------- | ---- |
| 1.     | Fenna Kalma         | 3    |
| 2.     | Anna-Lena Stolze    | 2    |
| 3.     | Kayleigh van Dooren | 1    |
| 3.     | Ella Peddemors      | 1    |
| Totaal | Totaal              | 7    |

| 1.               | Anna-Lena Stolze           | 4 |
| 2.               | Fenna Kalma                | 3 |
| 2.               | Renate Jansen              | 3 |
| 4.               | Nurija van Schoonhoven     | 1 |
| Eigen doelpunten |                            |   |
| 1.               | Regina van Eijk (AFC Ajax) | 1 |
| Totaal           | 12                         | 1 |

| #      | Naam             | Goal |
| ------ | ---------------- | ---- |
| 1.     | Fenna Kalma      | 8    |
| 2.     | Anna-Lena Stolze | 2    |
| 3.     | Caitlin Dijkstra | 1    |
| 3.     | Bente Jansen     | 1    |
| 3.     | Renate Jansen    | 1    |
| 3.     | Wieke Kaptein    | 1    |
| 3.     | Lotje de Keijzer | 1    |
| Totaal | Totaal           | 15   |

### Kaarten
| #      | Naam                 | Kreeg geel |
| ------ | -------------------- | ---------- |
| 1.     | Marisa Olislagers    | 3          |
| 2.     | Kerstin Casparij     | 2          |
| 2.     | Kim Everaerts        | 2          |
| 2.     | Lysanne van der Wal  | 2          |
| 4.     | Daphne van Domselaar | 1          |
| 4.     | Kika van Es          | 1          |
| 4.     | Bente Jansen         | 1          |
| 4.     | Suzanne Giesen       | 1          |
| 4.     | Wieke Kaptein        | 1          |
| 4.     | Lotje de Keijzer     | 1          |
| Totaal | Totaal               | 15         |

| #      | Naam           | Kreeg voor de tweede keer geel en dus rood |
| ------ | -------------- | ------------------------------------------ |
| 1.     | Naam speelster | 0                                          |
| Totaal | Totaal         | '                                          |

| #      | Naam                | Weggestuurd |
| ------ | ------------------- | ----------- |
| 1.     | Kayleigh van Dooren | 1           |
| Totaal | Totaal              | 1           |